# 1319 Діза
1319 Діза (1319 Disa) — астероїд головного поясу, відкритий 19 березня 1934 року.
Тіссеранів параметр щодо Юпітера — 3,223.